# Tour de Pologne 2019
Tour de Pologne 2019 – 76. edycja wyścigu kolarskiego Tour de Pologne, która odbyła się w dniach 3 – 9 sierpnia 2019. Impreza należała do cyklu UCI World Tour 2019.

## Etapy
Trasę edycji zaprezentowano 11 kwietnia 2019 w Warszawie. Łącznie podczas siedmiu etapów kolarze pokonali 1080,5 km. W związku z obchodami stulecia powstania Polskiego Komitetu Olimpijskiego wyścig miał nawiązywać do olimpijskich sukcesów kolarzy i odbył się pod hasłem „Wyścig Pokoleń”.
| Etap | Data  | Start – Meta                              | type     | Dystans (km) | Zwycięzca etapu  | Lider            |
| ---- | ----- | ----------------------------------------- | -------- | ------------ | ---------------- | ---------------- |
| 1    | 3 sie | Kraków – Kraków                           | płaski   | 132          | Pascal Ackermann | Pascal Ackermann |
| 2    | 4 sie | Tarnowskie Góry – Katowice                | płaski   | 153          | Luka Mezgec      | Pascal Ackermann |
| 3    | 5 sie | Stadion Śląski – Zabrze                   | płaski   | 150,5        | Pascal Ackermann | Pascal Ackermann |
| 4    | 6 sie | Jaworzno – Kocierz (Beskid Mały)          | górski   | 133,7        | etap anulowany   | Pascal Ackermann |
| 5    | 7 sie | Kopalnia soli Wieliczka – Bielsko-Biała   | górzysty | 154          | Luka Mezgec      | Pascal Ackermann |
| 6    | 8 sie | Zakopane – Kościelisko                    | górski   | 160          | Jonas Vingegaard | Jonas Vingegaard |
| 7    | 9 sie | Bukowina Tatrzańska – Bukowina Tatrzańska | górski   | 153          | Matej Mohorič    | Pawieł Siwakow   |

## Uczestnicy

### Drużyny
W wyścigu brały udział 22 ekipy: osiemnaście drużyn należących do UCI WorldTeams oraz cztery zespoły zaproszone przez organizatorów z tzw. „dziką kartą” (trzy należące do UCI Professional Continental Teams i reprezentacja Polski). Prezentacja ekip odbyła się 2 sierpnia na Rynku w Krakowie.
| WorldTeams (18)- AG2R La Mondiale - Astana - Bahrain-Merida - Bora-hansgrohe - CCC Team - Deceuninck-Quick Step - Dimension Data - EF Education First - Groupama-FDJ - Team Jumbo-Visma - Lotto Soudal - Mitchelton-Scott - Movistar Team - Katusha-Alpecin - Ineos - Team Sunweb - Trek-Segafredo - UAE Team Emirates Professional continental teams (3)- Team Novo Nordisk - Cofidis, Solutions Crédits - Gazprom-RusVelo Reprezentacja- Polska |
| |

### Lista startowa
W wyścigu wystartowało 153 kolarzy z 32 państw, w tym 15 Polaków.
| Team Ineos INS | Team Ineos INS           | Team Ineos INS |
| -------------- | ------------------------ | -------------- |
| Nr             | Kolarz                   | Miejsce        |
| 1              | Owain Doull (GBR)        | 51.            |
| 2              | Tao Geoghegan Hart (GBR) | 5.             |
| 3              | Michał Gołaś (POL)       | 67.            |
| 4              | Wasil Kiryjenka (BLR)    | 84.            |
| 5              | Salvatore Puccio (ITA)   | 57.            |
| 6              | Pawieł Siwakow (RUS)     | 1.             |
| 7              | Ben Swift (GBR) (szosa)  | 24.            |

| Deceuninck-Quick Step DQT | Deceuninck-Quick Step DQT    | Deceuninck-Quick Step DQT |
| ------------------------- | ---------------------------- | ------------------------- |
| Nr                        | Kolarz                       | Miejsce                   |
| 11                        | Rémi Cavagna (FRA)           | 82.                       |
| 12                        | Fabio Jakobsen (NED) (szosa) | DNF-7                     |
| 13                        | Bob Jungels (LUX) (szosa)    | 58.                       |
| 14                        | James Knox (GBR)             | 10.                       |
| 15                        | Fabio Sabatini (ITA)         | DNS-7                     |
| 16                        | Pieter Serry (BEL)           | 87.                       |
| 17                        | Petr Vakoč (CZE)             | 31.                       |

| Bora-Hansgrohe BOH | Bora-Hansgrohe BOH           | Bora-Hansgrohe BOH |
| ------------------ | ---------------------------- | ------------------ |
| Nr                 | Kolarz                       | Miejsce            |
| 21                 | Pascal Ackermann (GER)       | DNF-6              |
| 22                 | Cesare Benedetti (ITA)       | 69.                |
| 23                 | Maciej Bodnar (POL)          | 109.               |
| 24                 | Davide Formolo (ITA) (szosa) | 7.                 |
| 25                 | Rafał Majka (POL)            | 9.                 |
| 26                 | Paweł Poljański (POL)        | 54.                |
| 27                 | Rüdiger Selig (GER)          | DNF-6              |

| Team Jumbo-Visma TJV | Team Jumbo-Visma TJV     | Team Jumbo-Visma TJV |
| -------------------- | ------------------------ | -------------------- |
| Nr                   | Kolarz                   | Miejsce              |
| 31                   | Lennard Hofstede (NED)   | 73.                  |
| 32                   | Robert Gesink (NED)      | 36.                  |
| 33                   | Neilson Powless (USA)    | 28.                  |
| 34                   | Antwan Tolhoek (NED)     | 13.                  |
| 35                   | Taco van der Hoorn (NED) | 103.                 |
| 36                   | Danny van Poppel (NED)   | DNF-7                |
| 37                   | Jonas Vingegaard (DEN)   | 26.                  |

| Astana AST | Astana AST               | Astana AST |
| ---------- | ------------------------ | ---------- |
| Nr         | Kolarz                   | Miejsce    |
| 41         | Dario Cataldo (ITA)      | 72.        |
| 42         | Rodrigo Contreras (COL)  | 76.        |
| 43         | Jan Hirt (CZE)           | 80.        |
| 44         | Ion Izagirre (ESP)       | 11.        |
| 45         | Merhawi Kudus (ERI)      | 23.        |
| 46         | Miguel Ángel López (COL) | 40.        |
| 47         | Nikita Stalnow (KAZ)     | 81.        |

| UAE Team Emirates UAD | UAE Team Emirates UAD  | UAE Team Emirates UAD |
| --------------------- | ---------------------- | --------------------- |
| Nr                    | Kolarz                 | Miejsce               |
| 51                    | Simone Consonni (ITA)  | DNF-7                 |
| 52                    | Valerio Conti (ITA)    | 49.                   |
| 53                    | Fernando Gaviria (COL) | 89.                   |
| 54                    | Manuele Mori (ITA)     | 79.                   |
| 55                    | Edward Ravasi (ITA)    | 53.                   |
| 56                    | Simone Petilli (ITA)   | 46.                   |
| 57                    | Diego Ulissi (ITA)     | 3.                    |

| Movistar Team MOV | Movistar Team MOV        | Movistar Team MOV |
| ----------------- | ------------------------ | ----------------- |
| Nr                | Kolarz                   | Miejsce           |
| 61                | Winner Anacona (COL)     | 48.               |
| 62                | Carlos Betancur (COL)    | 41.               |
| 63                | Rubén Fernández (ESP)    | 39.               |
| 64                | Eduard Prades (ESP)      | 34.               |
| 65                | José Joaquín Rojas (ESP) | 65.               |
| 66                | Eduardo Sepúlveda (ARG)  | 74.               |
| 67                | Rafael Valls (ESP)       | 38.               |

| Bahrain-Merida TBM | Bahrain-Merida TBM        | Bahrain-Merida TBM |
| ------------------ | ------------------------- | ------------------ |
| Nr                 | Kolarz                    | Miejsce            |
| 71                 | Feng Chun-kai (TPE)       | DNF-7              |
| 72                 | Matej Mohorič (SLO)       | 27.                |
| 73                 | Domen Novak (SLO) (szosa) | DNF-6              |
| 74                 | Hermann Pernsteiner (AUT) | 44.                |
| 75                 | Luka Pibernik (SLO)       | 91.                |
| 76                 | Domenico Pozzovivo (ITA)  | 12.                |
| 77                 | Jan Tratnik (SLO)         | 96.                |

| Groupama-FDJ GFC | Groupama-FDJ GFC      | Groupama-FDJ GFC |
| ---------------- | --------------------- | ---------------- |
| Nr               | Kolarz                | Miejsce          |
| 81               | Bruno Armirail (FRA)  | 106.             |
| 82               | Mickaël Delage (FRA)  | DNF-7            |
| 83               | Kilian Frankiny (SUI) | 33.              |
| 84               | Marc Sarreau (FRA)    | 77.              |
| 85               | Romain Seigle (FRA)   | 43.              |
| 86               | Benjamin Thomas (FRA) | 90.              |
| 87               | Léo Vincent (FRA)     | DNF-5            |

| Team Sunweb SUN | Team Sunweb SUN              | Team Sunweb SUN |
| --------------- | ---------------------------- | --------------- |
| Nr              | Kolarz                       | Miejsce         |
| 91              | Asbjørn Kragh Andersen (DEN) | DNF-6           |
| 92              | Chris Hamilton (AUS)         | 8.              |
| 93              | Jai Hindley (AUS)            | 2.              |
| 94              | Robert Power (AUS)           | 95.             |
| 95              | Max Kanter (GER)             | DNF-6           |
| 96              | Michael Storer (AUS)         | 20.             |
| 97              | Max Walscheid (GER)          | DNF-7           |

| Mitchelton-Scott MTS | Mitchelton-Scott MTS      | Mitchelton-Scott MTS |
| -------------------- | ------------------------- | -------------------- |
| Nr                   | Kolarz                    | Miejsce              |
| 101                  | Sam Bewley (NZL)          | DNF-6                |
| 102                  | Alexander Edmondson (AUS) | 97.                  |
| 103                  | Tsgabu Grmay (ETH)        | 22.                  |
| 104                  | Damien Howson (AUS)       | 35.                  |
| 105                  | Luka Mezgec (SLO)         | DNF-6                |
| 106                  | Mikel Nieve (ESP)         | 16.                  |
| 107                  | Nick Schultz (AUS)        | 25.                  |

| EF Education First EF1 | EF Education First EF1    | EF Education First EF1 |
| ---------------------- | ------------------------- | ---------------------- |
| Nr                     | Kolarz                    | Miejsce                |
| 111                    | Sacha Modolo (ITA)        | DNF-6                  |
| 112                    | Nathan Brown (USA)        | 21.                    |
| 113                    | Sergio Higuita (COL)      | 4.                     |
| 114                    | Sean Bennett (USA)        | 98.                    |
| 115                    | Logan Owen (USA)          | DNF-7                  |
| 116                    | Julius van den Berg (NED) | 108.                   |
| 117                    | Luis Villalobos (MEX)     | 59.                    |

| Trek-Segafredo TFS | Trek-Segafredo TFS       | Trek-Segafredo TFS |
| ------------------ | ------------------------ | ------------------ |
| Nr                 | Kolarz                   | Miejsce            |
| 121                | Fumiyuki Beppu (JPN)     | DNF-6              |
| 122                | Gianluca Brambilla (ITA) | 30.                |
| 123                | Nicola Conci (ITA)       | 17.                |
| 124                | John Degenkolb (GER)     | 94.                |
| 125                | Michael Gogl (AUT)       | 66.                |
| 126                | Mads Pedersen (DEN)      | DNF-7              |

| AG2R La Mondiale ALM | AG2R La Mondiale ALM    | AG2R La Mondiale ALM |
| -------------------- | ----------------------- | -------------------- |
| Nr                   | Kolarz                  | Miejsce              |
| 131                  | Geoffrey Bouchard (FRA) | 29.                  |
| 132                  | Clément Chevrier (FRA)  | 52.                  |
| 133                  | Silvan Dillier (SUI)    | DNF-7                |
| 134                  | Alexandre Geniez (FRA)  | DNF-6                |
| 135                  | Quentin Jauregui (FRA)  | 61.                  |
| 136                  | Pierre Latour (FRA)     | 6.                   |
| 137                  | Clément Venturini (FRA) | 64.                  |

| Lotto-Soudal LTS | Lotto-Soudal LTS         | Lotto-Soudal LTS |
| ---------------- | ------------------------ | ---------------- |
| Nr               | Kolarz                   | Miejsce          |
| 141              | Sander Armée (BEL)       | 47.              |
| 142              | Carl Fredrik Hagen (NOR) | 18.              |
| 143              | Bjorg Lambrecht (BEL)    | DNF-3            |
| 144              | Tomasz Marczyński (POL)  | 62.              |
| 145              | Harm Vanhoucke (BEL)     | 88.              |
| 146              | Jelle Wallays (BEL)      | DNF-6            |
| 147              | Enzo Wouters (BEL)       | DNF-6            |

| CCC Team CCC | CCC Team CCC         | CCC Team CCC |
| ------------ | -------------------- | ------------ |
| Nr           | Kolarz               | Miejsce      |
| 151          | Amaro Antunes (POR)  | 75.          |
| 152          | Simon Geschke (GER)  | 19.          |
| 153          | Kamil Gradek (POL)   | 85.          |
| 154          | Jakub Mareczko (ITA) | DNS-6        |
| 155          | Łukasz Owsian (POL)  | 42.          |
| 156          | Serge Pauwels (BEL)  | 63.          |
| 157          | Paweł Bernas (POL)   | 100.         |

| Katusha-Alpecin TKA | Katusha-Alpecin TKA    | Katusha-Alpecin TKA |
| ------------------- | ---------------------- | ------------------- |
| Nr                  | Kolarz                 | Miejsce             |
| 161                 | Enrico Battaglin (ITA) | 92.                 |
| 162                 | Matteo Fabbro (ITA)    | 14.                 |
| 163                 | Reto Hollenstein (SUI) | 102.                |
| 164                 | Pawieł Koczetkow (RUS) | 55.                 |
| 165                 | Daniel Navarro (ESP)   | 32.                 |
| 166                 | Simon Špilak (SLO)     | DNF-6               |
| 167                 | Dmitrij Strachow (RUS) | DNF-7               |

| Dimension Data TDD | Dimension Data TDD      | Dimension Data TDD |
| ------------------ | ----------------------- | ------------------ |
| Nr                 | Kolarz                  | Miejsce            |
| 171                | Mark Cavendish (GBR)    | DNS-6              |
| 172                | Stefan de Bod (RSA)     | 86.                |
| 173                | Bernhard Eisel (AUT)    | DNF-6              |
| 174                | Enrico Gasparotto (ITA) | 37.                |
| 175                | Gino Mäder (SUI)        | DNS-5              |
| 176                | Ben O’Connor (AUS)      | 71.                |
| 177                | Jacobus Venter (RSA)    | 104.               |

| Polska POL | Polska POL       | Polska POL |
| ---------- | ---------------- | ---------- |
| Nr         | Kolarz           | Miejsce    |
| 181        | Paweł Cieślik    | 83.        |
| 182        | Paweł Franczak   | DNF-7      |
| 183        | Jakub Kaczmarek  | DNF-7      |
| 184        | Adrian Kurek     | DNF-6      |
| 185        | Maciej Paterski  | 101.       |
| 186        | Szymon Rekita    | 50.        |
| 187        | Marek Rutkiewicz | 60.        |

| Cofidis, Solutions Crédits COF | Cofidis, Solutions Crédits COF | Cofidis, Solutions Crédits COF |
| ------------------------------ | ------------------------------ | ------------------------------ |
| Nr                             | Kolarz                         | Miejsce                        |
| 191                            | Darwin Atapuma (COL)           | DNF-7                          |
| 192                            | Nicolas Edet (FRA)             | 15.                            |
| 193                            | Filippo Fortin (ITA)           | DNF-1                          |
| 194                            | Jesper Hansen (DEN)            | DNF-7                          |
| 195                            | José Herrada (ESP)             | 70.                            |
| 196                            | Mathias Le Turnier (FRA)       | 68.                            |
| 197                            | Luis Ángel Maté (ESP)          | DNF-1                          |

| Gazprom-RusVelo GAZ | Gazprom-RusVelo GAZ            | Gazprom-RusVelo GAZ |
| ------------------- | ------------------------------ | ------------------- |
| Nr                  | Kolarz                         | Miejsce             |
| 201                 | Ildar Arsłanow (RUS)           | DNF-6               |
| 202                 | Nikołaj Czerkasow (RUS)        | 56.                 |
| 203                 | Iwan Rowny (RUS)               | 45.                 |
| 204                 | Jewgienij Szałunow (RUS)       | 93.                 |
| 205                 | Siergiej Szyłow (RUS)          | DNF-6               |
| 206                 | Mamyr Stasz (RUS)              | DNF-6               |
| 207                 | Aleksandr Własow (RUS) (szosa) | DNF-3               |

| Team Novo Nordisk TNN | Team Novo Nordisk TNN | Team Novo Nordisk TNN |
| --------------------- | --------------------- | --------------------- |
| Nr                    | Kolarz                | Miejsce               |
| 211                   | Sam Brand (GBR)       | 105.                  |
| 212                   | Joonas Henttala (FIN) | DNF-6                 |
| 213                   | Brian Kamstra (NED)   | DNF-6                 |
| 214                   | Péter Kusztor (HUN)   | 78.                   |
| 215                   | David Lozano (ESP)    | 99.                   |
| 216                   | Andrea Peron (ITA)    | 107.                  |
| 217                   | Charles Planet (FRA)  | 110.                  |

| Team Ineos INS | Team Ineos INS           | Team Ineos INS |
| -------------- | ------------------------ | -------------- |
| Nr             | Kolarz                   | Miejsce        |
| 1              | Owain Doull (GBR)        | 51.            |
| 2              | Tao Geoghegan Hart (GBR) | 5.             |
| 3              | Michał Gołaś (POL)       | 67.            |
| 4              | Wasil Kiryjenka (BLR)    | 84.            |
| 5              | Salvatore Puccio (ITA)   | 57.            |
| 6              | Pawieł Siwakow (RUS)     | 1.             |
| 7              | Ben Swift (GBR) (szosa)  | 24.            |

| Deceuninck-Quick Step DQT | Deceuninck-Quick Step DQT    | Deceuninck-Quick Step DQT |
| ------------------------- | ---------------------------- | ------------------------- |
| Nr                        | Kolarz                       | Miejsce                   |
| 11                        | Rémi Cavagna (FRA)           | 82.                       |
| 12                        | Fabio Jakobsen (NED) (szosa) | DNF-7                     |
| 13                        | Bob Jungels (LUX) (szosa)    | 58.                       |
| 14                        | James Knox (GBR)             | 10.                       |
| 15                        | Fabio Sabatini (ITA)         | DNS-7                     |
| 16                        | Pieter Serry (BEL)           | 87.                       |
| 17                        | Petr Vakoč (CZE)             | 31.                       |

| Bora-Hansgrohe BOH | Bora-Hansgrohe BOH           | Bora-Hansgrohe BOH |
| ------------------ | ---------------------------- | ------------------ |
| Nr                 | Kolarz                       | Miejsce            |
| 21                 | Pascal Ackermann (GER)       | DNF-6              |
| 22                 | Cesare Benedetti (ITA)       | 69.                |
| 23                 | Maciej Bodnar (POL)          | 109.               |
| 24                 | Davide Formolo (ITA) (szosa) | 7.                 |
| 25                 | Rafał Majka (POL)            | 9.                 |
| 26                 | Paweł Poljański (POL)        | 54.                |
| 27                 | Rüdiger Selig (GER)          | DNF-6              |

| Team Jumbo-Visma TJV | Team Jumbo-Visma TJV     | Team Jumbo-Visma TJV |
| -------------------- | ------------------------ | -------------------- |
| Nr                   | Kolarz                   | Miejsce              |
| 31                   | Lennard Hofstede (NED)   | 73.                  |
| 32                   | Robert Gesink (NED)      | 36.                  |
| 33                   | Neilson Powless (USA)    | 28.                  |
| 34                   | Antwan Tolhoek (NED)     | 13.                  |
| 35                   | Taco van der Hoorn (NED) | 103.                 |
| 36                   | Danny van Poppel (NED)   | DNF-7                |
| 37                   | Jonas Vingegaard (DEN)   | 26.                  |

| Astana AST | Astana AST               | Astana AST |
| ---------- | ------------------------ | ---------- |
| Nr         | Kolarz                   | Miejsce    |
| 41         | Dario Cataldo (ITA)      | 72.        |
| 42         | Rodrigo Contreras (COL)  | 76.        |
| 43         | Jan Hirt (CZE)           | 80.        |
| 44         | Ion Izagirre (ESP)       | 11.        |
| 45         | Merhawi Kudus (ERI)      | 23.        |
| 46         | Miguel Ángel López (COL) | 40.        |
| 47         | Nikita Stalnow (KAZ)     | 81.        |

| UAE Team Emirates UAD | UAE Team Emirates UAD  | UAE Team Emirates UAD |
| --------------------- | ---------------------- | --------------------- |
| Nr                    | Kolarz                 | Miejsce               |
| 51                    | Simone Consonni (ITA)  | DNF-7                 |
| 52                    | Valerio Conti (ITA)    | 49.                   |
| 53                    | Fernando Gaviria (COL) | 89.                   |
| 54                    | Manuele Mori (ITA)     | 79.                   |
| 55                    | Edward Ravasi (ITA)    | 53.                   |
| 56                    | Simone Petilli (ITA)   | 46.                   |
| 57                    | Diego Ulissi (ITA)     | 3.                    |

| Movistar Team MOV | Movistar Team MOV        | Movistar Team MOV |
| ----------------- | ------------------------ | ----------------- |
| Nr                | Kolarz                   | Miejsce           |
| 61                | Winner Anacona (COL)     | 48.               |
| 62                | Carlos Betancur (COL)    | 41.               |
| 63                | Rubén Fernández (ESP)    | 39.               |
| 64                | Eduard Prades (ESP)      | 34.               |
| 65                | José Joaquín Rojas (ESP) | 65.               |
| 66                | Eduardo Sepúlveda (ARG)  | 74.               |
| 67                | Rafael Valls (ESP)       | 38.               |

| Bahrain-Merida TBM | Bahrain-Merida TBM        | Bahrain-Merida TBM |
| ------------------ | ------------------------- | ------------------ |
| Nr                 | Kolarz                    | Miejsce            |
| 71                 | Feng Chun-kai (TPE)       | DNF-7              |
| 72                 | Matej Mohorič (SLO)       | 27.                |
| 73                 | Domen Novak (SLO) (szosa) | DNF-6              |
| 74                 | Hermann Pernsteiner (AUT) | 44.                |
| 75                 | Luka Pibernik (SLO)       | 91.                |
| 76                 | Domenico Pozzovivo (ITA)  | 12.                |
| 77                 | Jan Tratnik (SLO)         | 96.                |

| Groupama-FDJ GFC | Groupama-FDJ GFC      | Groupama-FDJ GFC |
| ---------------- | --------------------- | ---------------- |
| Nr               | Kolarz                | Miejsce          |
| 81               | Bruno Armirail (FRA)  | 106.             |
| 82               | Mickaël Delage (FRA)  | DNF-7            |
| 83               | Kilian Frankiny (SUI) | 33.              |
| 84               | Marc Sarreau (FRA)    | 77.              |
| 85               | Romain Seigle (FRA)   | 43.              |
| 86               | Benjamin Thomas (FRA) | 90.              |
| 87               | Léo Vincent (FRA)     | DNF-5            |

| Team Sunweb SUN | Team Sunweb SUN              | Team Sunweb SUN |
| --------------- | ---------------------------- | --------------- |
| Nr              | Kolarz                       | Miejsce         |
| 91              | Asbjørn Kragh Andersen (DEN) | DNF-6           |
| 92              | Chris Hamilton (AUS)         | 8.              |
| 93              | Jai Hindley (AUS)            | 2.              |
| 94              | Robert Power (AUS)           | 95.             |
| 95              | Max Kanter (GER)             | DNF-6           |
| 96              | Michael Storer (AUS)         | 20.             |
| 97              | Max Walscheid (GER)          | DNF-7           |

| Mitchelton-Scott MTS | Mitchelton-Scott MTS      | Mitchelton-Scott MTS |
| -------------------- | ------------------------- | -------------------- |
| Nr                   | Kolarz                    | Miejsce              |
| 101                  | Sam Bewley (NZL)          | DNF-6                |
| 102                  | Alexander Edmondson (AUS) | 97.                  |
| 103                  | Tsgabu Grmay (ETH)        | 22.                  |
| 104                  | Damien Howson (AUS)       | 35.                  |
| 105                  | Luka Mezgec (SLO)         | DNF-6                |
| 106                  | Mikel Nieve (ESP)         | 16.                  |
| 107                  | Nick Schultz (AUS)        | 25.                  |

| EF Education First EF1 | EF Education First EF1    | EF Education First EF1 |
| ---------------------- | ------------------------- | ---------------------- |
| Nr                     | Kolarz                    | Miejsce                |
| 111                    | Sacha Modolo (ITA)        | DNF-6                  |
| 112                    | Nathan Brown (USA)        | 21.                    |
| 113                    | Sergio Higuita (COL)      | 4.                     |
| 114                    | Sean Bennett (USA)        | 98.                    |
| 115                    | Logan Owen (USA)          | DNF-7                  |
| 116                    | Julius van den Berg (NED) | 108.                   |
| 117                    | Luis Villalobos (MEX)     | 59.                    |

| Trek-Segafredo TFS | Trek-Segafredo TFS       | Trek-Segafredo TFS |
| ------------------ | ------------------------ | ------------------ |
| Nr                 | Kolarz                   | Miejsce            |
| 121                | Fumiyuki Beppu (JPN)     | DNF-6              |
| 122                | Gianluca Brambilla (ITA) | 30.                |
| 123                | Nicola Conci (ITA)       | 17.                |
| 124                | John Degenkolb (GER)     | 94.                |
| 125                | Michael Gogl (AUT)       | 66.                |
| 126                | Mads Pedersen (DEN)      | DNF-7              |

| AG2R La Mondiale ALM | AG2R La Mondiale ALM    | AG2R La Mondiale ALM |
| -------------------- | ----------------------- | -------------------- |
| Nr                   | Kolarz                  | Miejsce              |
| 131                  | Geoffrey Bouchard (FRA) | 29.                  |
| 132                  | Clément Chevrier (FRA)  | 52.                  |
| 133                  | Silvan Dillier (SUI)    | DNF-7                |
| 134                  | Alexandre Geniez (FRA)  | DNF-6                |
| 135                  | Quentin Jauregui (FRA)  | 61.                  |
| 136                  | Pierre Latour (FRA)     | 6.                   |
| 137                  | Clément Venturini (FRA) | 64.                  |

| Lotto-Soudal LTS | Lotto-Soudal LTS         | Lotto-Soudal LTS |
| ---------------- | ------------------------ | ---------------- |
| Nr               | Kolarz                   | Miejsce          |
| 141              | Sander Armée (BEL)       | 47.              |
| 142              | Carl Fredrik Hagen (NOR) | 18.              |
| 143              | Bjorg Lambrecht (BEL)    | DNF-3            |
| 144              | Tomasz Marczyński (POL)  | 62.              |
| 145              | Harm Vanhoucke (BEL)     | 88.              |
| 146              | Jelle Wallays (BEL)      | DNF-6            |
| 147              | Enzo Wouters (BEL)       | DNF-6            |

| CCC Team CCC | CCC Team CCC         | CCC Team CCC |
| ------------ | -------------------- | ------------ |
| Nr           | Kolarz               | Miejsce      |
| 151          | Amaro Antunes (POR)  | 75.          |
| 152          | Simon Geschke (GER)  | 19.          |
| 153          | Kamil Gradek (POL)   | 85.          |
| 154          | Jakub Mareczko (ITA) | DNS-6        |
| 155          | Łukasz Owsian (POL)  | 42.          |
| 156          | Serge Pauwels (BEL)  | 63.          |
| 157          | Paweł Bernas (POL)   | 100.         |

| Katusha-Alpecin TKA | Katusha-Alpecin TKA    | Katusha-Alpecin TKA |
| ------------------- | ---------------------- | ------------------- |
| Nr                  | Kolarz                 | Miejsce             |
| 161                 | Enrico Battaglin (ITA) | 92.                 |
| 162                 | Matteo Fabbro (ITA)    | 14.                 |
| 163                 | Reto Hollenstein (SUI) | 102.                |
| 164                 | Pawieł Koczetkow (RUS) | 55.                 |
| 165                 | Daniel Navarro (ESP)   | 32.                 |
| 166                 | Simon Špilak (SLO)     | DNF-6               |
| 167                 | Dmitrij Strachow (RUS) | DNF-7               |

| Dimension Data TDD | Dimension Data TDD      | Dimension Data TDD |
| ------------------ | ----------------------- | ------------------ |
| Nr                 | Kolarz                  | Miejsce            |
| 171                | Mark Cavendish (GBR)    | DNS-6              |
| 172                | Stefan de Bod (RSA)     | 86.                |
| 173                | Bernhard Eisel (AUT)    | DNF-6              |
| 174                | Enrico Gasparotto (ITA) | 37.                |
| 175                | Gino Mäder (SUI)        | DNS-5              |
| 176                | Ben O’Connor (AUS)      | 71.                |
| 177                | Jacobus Venter (RSA)    | 104.               |

| Polska POL | Polska POL       | Polska POL |
| ---------- | ---------------- | ---------- |
| Nr         | Kolarz           | Miejsce    |
| 181        | Paweł Cieślik    | 83.        |
| 182        | Paweł Franczak   | DNF-7      |
| 183        | Jakub Kaczmarek  | DNF-7      |
| 184        | Adrian Kurek     | DNF-6      |
| 185        | Maciej Paterski  | 101.       |
| 186        | Szymon Rekita    | 50.        |
| 187        | Marek Rutkiewicz | 60.        |

| Cofidis, Solutions Crédits COF | Cofidis, Solutions Crédits COF | Cofidis, Solutions Crédits COF |
| ------------------------------ | ------------------------------ | ------------------------------ |
| Nr                             | Kolarz                         | Miejsce                        |
| 191                            | Darwin Atapuma (COL)           | DNF-7                          |
| 192                            | Nicolas Edet (FRA)             | 15.                            |
| 193                            | Filippo Fortin (ITA)           | DNF-1                          |
| 194                            | Jesper Hansen (DEN)            | DNF-7                          |
| 195                            | José Herrada (ESP)             | 70.                            |
| 196                            | Mathias Le Turnier (FRA)       | 68.                            |
| 197                            | Luis Ángel Maté (ESP)          | DNF-1                          |

| Gazprom-RusVelo GAZ | Gazprom-RusVelo GAZ            | Gazprom-RusVelo GAZ |
| ------------------- | ------------------------------ | ------------------- |
| Nr                  | Kolarz                         | Miejsce             |
| 201                 | Ildar Arsłanow (RUS)           | DNF-6               |
| 202                 | Nikołaj Czerkasow (RUS)        | 56.                 |
| 203                 | Iwan Rowny (RUS)               | 45.                 |
| 204                 | Jewgienij Szałunow (RUS)       | 93.                 |
| 205                 | Siergiej Szyłow (RUS)          | DNF-6               |
| 206                 | Mamyr Stasz (RUS)              | DNF-6               |
| 207                 | Aleksandr Własow (RUS) (szosa) | DNF-3               |

| Team Novo Nordisk TNN | Team Novo Nordisk TNN | Team Novo Nordisk TNN |
| --------------------- | --------------------- | --------------------- |
| Nr                    | Kolarz                | Miejsce               |
| 211                   | Sam Brand (GBR)       | 105.                  |
| 212                   | Joonas Henttala (FIN) | DNF-6                 |
| 213                   | Brian Kamstra (NED)   | DNF-6                 |
| 214                   | Péter Kusztor (HUN)   | 78.                   |
| 215                   | David Lozano (ESP)    | 99.                   |
| 216                   | Andrea Peron (ITA)    | 107.                  |
| 217                   | Charles Planet (FRA)  | 110.                  |

Legenda: DNF – nie ukończył etapu, HD – przekroczył limit czasu, NP – nie wystartował do etapu, DQ – zdyskwalifikowany. Numer przy skrócie oznacza etap, na którym kolarz opuścił wyścig.

## Wyniki etapów

### Etap 1
| \| Klasyfikacja etapu \| Klasyfikacja etapu \| Klasyfikacja etapu \| Klasyfikacja etapu \| Klasyfikacja etapu \| \| Kolarz \| Kolarz \| Państwo \| Drużyna \| Czas \| \| ------------------ \| ------------------ \| ------------------ \| --------------------- \| ------------------ \| \| 1. \| Pascal Ackermann \| Niemcy \| Bora-Hansgrohe \| 2h 57' 58" \| \| 2. \| Fernando Gaviria \| Kolumbia \| UAE Team Emirates \| + 0" \| \| 3. \| Fabio Jakobsen \| Holandia \| Deceuninck-Quick Step \| + 0" \| \| 4. \| Max Walscheid \| Niemcy \| Team Sunweb \| + 0" \| \| 5. \| Danny van Poppel \| Holandia \| Team Jumbo-Visma \| + 0" \| \| 6. \| Jakub Mareczko \| Włochy \| CCC Team \| + 0" \| \| 7. \| Sacha Modolo \| Włochy \| EF Education First \| + 0" \| \| 8. \| Paweł Franczak \| Polska \| Polska \| + 0" \| \| 9. \| John Degenkolb \| Niemcy \| Trek-Segafredo \| + 0" \| \| 10. \| Luka Mezgec \| Słowenia \| Mitchelton-Scott \| + 0" \| |                  |          |                       |            |
| |                  |          |                       |            |
| |                  |          |                       |            |
| Klasyfikacja etapu |                  |          |                       |            |
| Kolarz | Kolarz           | Państwo  | Drużyna               | Czas       |
| 1. | Pascal Ackermann | Niemcy   | Bora-Hansgrohe        | 2h 57' 58" |
| 2. | Fernando Gaviria | Kolumbia | UAE Team Emirates     | + 0"       |
| 3. | Fabio Jakobsen   | Holandia | Deceuninck-Quick Step | + 0"       |
| 4. | Max Walscheid    | Niemcy   | Team Sunweb           | + 0"       |
| 5. | Danny van Poppel | Holandia | Team Jumbo-Visma      | + 0"       |
| 6. | Jakub Mareczko   | Włochy   | CCC Team              | + 0"       |
| 7. | Sacha Modolo     | Włochy   | EF Education First    | + 0"       |
| 8. | Paweł Franczak   | Polska   | Polska                | + 0"       |
| 9. | John Degenkolb   | Niemcy   | Trek-Segafredo        | + 0"       |
| 10. | Luka Mezgec      | Słowenia | Mitchelton-Scott      | + 0"       |

| \| Klasyfikacja generalna \| Klasyfikacja generalna \| Klasyfikacja generalna \| Klasyfikacja generalna \| Klasyfikacja generalna \| \| Kolarz \| Kolarz \| Państwo \| Drużyna \| Czas \| \| ---------------------- \| ---------------------- \| ---------------------- \| ---------------------- \| ---------------------- \| \| 1. \| Pascal Ackermann \| Niemcy \| Bora-Hansgrohe \| 2h 57' 48" \| \| 2. \| Jakub Kaczmarek \| Polska \| Polska \| + 3" \| \| 3. \| Fernando Gaviria \| Kolumbia \| UAE Team Emirates \| + 4" \| \| 4. \| Charles Planet \| Francja \| Team Novo Nordisk \| + 4" \| \| 5. \| Fabio Jakobsen \| Holandia \| Deceuninck-Quick Step \| + 6" \| \| 6. \| Adrian Kurek \| Polska \| Polska \| + 7" \| \| 7. \| Matej Mohorič \| Słowenia \| Bahrain-Merida \| + 9" \| \| 8. \| Quentin Jauregui \| Francja \| AG2R La Mondiale \| + 9" \| \| 9. \| Max Walscheid \| Niemcy \| Team Sunweb \| + 10" \| \| 10. \| Danny van Poppel \| Holandia \| Team Jumbo-Visma \| + 10" \| |                  |          |                       |            |
| |                  |          |                       |            |
| |                  |          |                       |            |
| Klasyfikacja generalna |                  |          |                       |            |
| Kolarz | Kolarz           | Państwo  | Drużyna               | Czas       |
| 1. | Pascal Ackermann | Niemcy   | Bora-Hansgrohe        | 2h 57' 48" |
| 2. | Jakub Kaczmarek  | Polska   | Polska                | + 3"       |
| 3. | Fernando Gaviria | Kolumbia | UAE Team Emirates     | + 4"       |
| 4. | Charles Planet   | Francja  | Team Novo Nordisk     | + 4"       |
| 5. | Fabio Jakobsen   | Holandia | Deceuninck-Quick Step | + 6"       |
| 6. | Adrian Kurek     | Polska   | Polska                | + 7"       |
| 7. | Matej Mohorič    | Słowenia | Bahrain-Merida        | + 9"       |
| 8. | Quentin Jauregui | Francja  | AG2R La Mondiale      | + 9"       |
| 9. | Max Walscheid    | Niemcy   | Team Sunweb           | + 10"      |
| 10. | Danny van Poppel | Holandia | Team Jumbo-Visma      | + 10"      |

### Etap 2

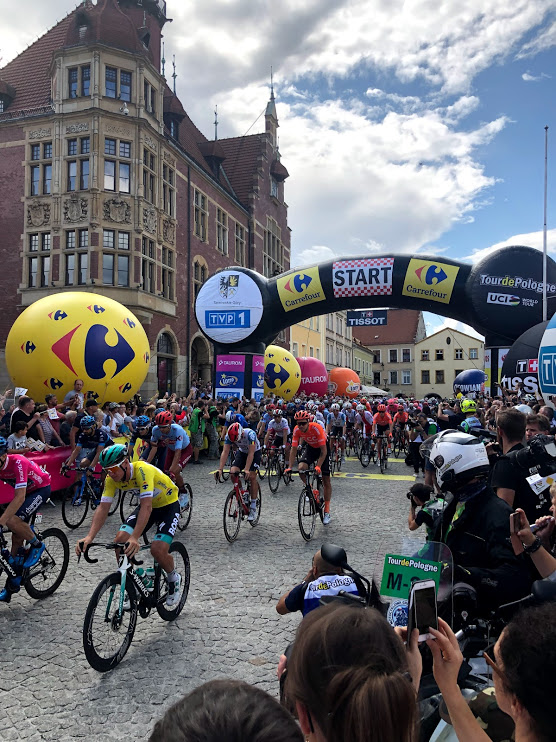
Start etapu w Tarnowskich Górach

| \| Klasyfikacja etapu \| Klasyfikacja etapu \| Klasyfikacja etapu \| Klasyfikacja etapu \| Klasyfikacja etapu \| \| Kolarz \| Kolarz \| Państwo \| Drużyna \| Czas \| \| ------------------ \| ------------------ \| ------------------ \| ------------------ \| ------------------ \| \| 1. \| Luka Mezgec \| Słowenia \| Mitchelton-Scott \| 3h 32' 42" \| \| 2. \| Fernando Gaviria \| Kolumbia \| UAE Team Emirates \| + 0" \| \| 3. \| Pascal Ackermann \| Niemcy \| Bora-Hansgrohe \| + 0" \| \| 4. \| Danny van Poppel \| Holandia \| Team Jumbo-Visma \| + 0" \| \| 5. \| Marc Sarreau \| Francja \| Groupama-FDJ \| + 0" \| \| 6. \| Max Walscheid \| Niemcy \| Team Sunweb \| + 0" \| \| 7. \| Sacha Modolo \| Włochy \| EF Education First \| + 0" \| \| 8. \| Clément Venturini \| Francja \| AG2R La Mondiale \| + 0" \| \| 9. \| Matej Mohorič \| Słowenia \| Bahrain-Merida \| + 0" \| \| 10. \| Enzo Wouters \| Belgia \| Lotto-Soudal \| + 0" \| |                   |          |                    |            |
| |                   |          |                    |            |
| |                   |          |                    |            |
| Klasyfikacja etapu |                   |          |                    |            |
| Kolarz | Kolarz            | Państwo  | Drużyna            | Czas       |
| 1. | Luka Mezgec       | Słowenia | Mitchelton-Scott   | 3h 32' 42" |
| 2. | Fernando Gaviria  | Kolumbia | UAE Team Emirates  | + 0"       |
| 3. | Pascal Ackermann  | Niemcy   | Bora-Hansgrohe     | + 0"       |
| 4. | Danny van Poppel  | Holandia | Team Jumbo-Visma   | + 0"       |
| 5. | Marc Sarreau      | Francja  | Groupama-FDJ       | + 0"       |
| 6. | Max Walscheid     | Niemcy   | Team Sunweb        | + 0"       |
| 7. | Sacha Modolo      | Włochy   | EF Education First | + 0"       |
| 8. | Clément Venturini | Francja  | AG2R La Mondiale   | + 0"       |
| 9. | Matej Mohorič     | Słowenia | Bahrain-Merida     | + 0"       |
| 10. | Enzo Wouters      | Belgia   | Lotto-Soudal       | + 0"       |

| \| Klasyfikacja generalna \| Klasyfikacja generalna \| Klasyfikacja generalna \| Klasyfikacja generalna \| Klasyfikacja generalna \| \| Kolarz \| Kolarz \| Państwo \| Drużyna \| Czas \| \| ---------------------- \| ---------------------- \| ---------------------- \| ---------------------- \| ---------------------- \| \| 1. \| Pascal Ackermann \| Niemcy \| Bora-Hansgrohe \| 6h 30' 26" \| \| 2. \| Charles Planet \| Francja \| Team Novo Nordisk \| + 1" \| \| 3. \| Fernando Gaviria \| Kolumbia \| UAE Team Emirates \| + 2" \| \| 4. \| Luka Mezgec \| Słowenia \| Mitchelton-Scott \| + 4" \| \| 5. \| Paweł Franczak \| Polska \| Polska \| + 6" \| \| 6. \| Jakub Kaczmarek \| Polska \| Polska \| + 7" \| \| 7. \| Fabio Jakobsen \| Holandia \| Deceuninck-Quick Step \| + 10" \| \| 8. \| Ben Swift \| Wielka Brytania \| Team Ineos \| + 12" \| \| 9. \| Quentin Jauregui \| Francja \| AG2R La Mondiale \| + 12" \| \| 10. \| Matej Mohorič \| Słowenia \| Bahrain-Merida \| + 13" \| |                  |                 |                       |            |
| |                  |                 |                       |            |
| |                  |                 |                       |            |
| Klasyfikacja generalna |                  |                 |                       |            |
| Kolarz | Kolarz           | Państwo         | Drużyna               | Czas       |
| 1. | Pascal Ackermann | Niemcy          | Bora-Hansgrohe        | 6h 30' 26" |
| 2. | Charles Planet   | Francja         | Team Novo Nordisk     | + 1"       |
| 3. | Fernando Gaviria | Kolumbia        | UAE Team Emirates     | + 2"       |
| 4. | Luka Mezgec      | Słowenia        | Mitchelton-Scott      | + 4"       |
| 5. | Paweł Franczak   | Polska          | Polska                | + 6"       |
| 6. | Jakub Kaczmarek  | Polska          | Polska                | + 7"       |
| 7. | Fabio Jakobsen   | Holandia        | Deceuninck-Quick Step | + 10"      |
| 8. | Ben Swift        | Wielka Brytania | Team Ineos            | + 12"      |
| 9. | Quentin Jauregui | Francja         | AG2R La Mondiale      | + 12"      |
| 10. | Matej Mohorič    | Słowenia        | Bahrain-Merida        | + 13"      |

### Etap 3

Meta etapu w Zabrzu

Metę trzeciego etapu jako pierwszy przekroczył Fabio Jakobsen, ale decyzją sędziów został przesunięty na koniec grupy za nieprzepisowy finisz.
| \| Klasyfikacja etapu \| Klasyfikacja etapu \| Klasyfikacja etapu \| Klasyfikacja etapu \| Klasyfikacja etapu \| \| Kolarz \| Kolarz \| Państwo \| Drużyna \| Czas \| \| ------------------ \| ------------------ \| ------------------ \| ------------------ \| ------------------ \| \| 1. \| Pascal Ackermann \| Niemcy \| Bora-Hansgrohe \| 3h 29' 41" \| \| 2. \| Danny van Poppel \| Holandia \| Team Jumbo-Visma \| + 0" \| \| 3. \| Mads Pedersen \| Dania \| Trek-Segafredo \| + 0" \| \| 4. \| John Degenkolb \| Niemcy \| Trek-Segafredo \| + 0" \| \| 5. \| Max Walscheid \| Niemcy \| Team Sunweb \| + 0" \| \| 6. \| Mark Cavendish \| Wielka Brytania \| Dimension Data \| + 0" \| \| 7. \| Marc Sarreau \| Francja \| Groupama-FDJ \| + 0" \| \| 8. \| Andrea Peron \| Włochy \| Team Novo Nordisk \| + 0" \| \| 9. \| Fernando Gaviria \| Kolumbia \| UAE Team Emirates \| + 0" \| \| 10. \| Matej Mohorič \| Słowenia \| Bahrain-Merida \| + 0" \| |                  |                 |                   |            |
| |                  |                 |                   |            |
| |                  |                 |                   |            |
| Klasyfikacja etapu |                  |                 |                   |            |
| Kolarz | Kolarz           | Państwo         | Drużyna           | Czas       |
| 1. | Pascal Ackermann | Niemcy          | Bora-Hansgrohe    | 3h 29' 41" |
| 2. | Danny van Poppel | Holandia        | Team Jumbo-Visma  | + 0"       |
| 3. | Mads Pedersen    | Dania           | Trek-Segafredo    | + 0"       |
| 4. | John Degenkolb   | Niemcy          | Trek-Segafredo    | + 0"       |
| 5. | Max Walscheid    | Niemcy          | Team Sunweb       | + 0"       |
| 6. | Mark Cavendish   | Wielka Brytania | Dimension Data    | + 0"       |
| 7. | Marc Sarreau     | Francja         | Groupama-FDJ      | + 0"       |
| 8. | Andrea Peron     | Włochy          | Team Novo Nordisk | + 0"       |
| 9. | Fernando Gaviria | Kolumbia        | UAE Team Emirates | + 0"       |
| 10. | Matej Mohorič    | Słowenia        | Bahrain-Merida    | + 0"       |

| \| Klasyfikacja generalna \| Klasyfikacja generalna \| Klasyfikacja generalna \| Klasyfikacja generalna \| Klasyfikacja generalna \| \| Kolarz \| Kolarz \| Państwo \| Drużyna \| Czas \| \| ---------------------- \| ---------------------- \| ---------------------- \| ---------------------- \| ---------------------- \| \| 1. \| Pascal Ackermann \| Niemcy \| Bora-Hansgrohe \| 9h 59' 57" \| \| 2. \| Fernando Gaviria \| Kolumbia \| UAE Team Emirates \| + 12" \| \| 3. \| Luka Mezgec \| Słowenia \| Mitchelton-Scott \| + 14" \| \| 4. \| Paweł Franczak \| Polska \| Polska \| + 16" \| \| 5. \| Jakub Kaczmarek \| Polska \| Polska \| + 17" \| \| 6. \| Danny van Poppel \| Holandia \| Team Jumbo-Visma \| + 18" \| \| 7. \| Fabio Jakobsen \| Holandia \| Deceuninck-Quick Step \| + 20" \| \| 8. \| Ben Swift \| Wielka Brytania \| Team Ineos \| + 22" \| \| 9. \| Quentin Jauregui \| Francja \| AG2R La Mondiale \| + 22" \| \| 10. \| Matej Mohorič \| Słowenia \| Bahrain-Merida \| + 23" \| |                  |                 |                       |            |
| |                  |                 |                       |            |
| |                  |                 |                       |            |
| Klasyfikacja generalna |                  |                 |                       |            |
| Kolarz | Kolarz           | Państwo         | Drużyna               | Czas       |
| 1. | Pascal Ackermann | Niemcy          | Bora-Hansgrohe        | 9h 59' 57" |
| 2. | Fernando Gaviria | Kolumbia        | UAE Team Emirates     | + 12"      |
| 3. | Luka Mezgec      | Słowenia        | Mitchelton-Scott      | + 14"      |
| 4. | Paweł Franczak   | Polska          | Polska                | + 16"      |
| 5. | Jakub Kaczmarek  | Polska          | Polska                | + 17"      |
| 6. | Danny van Poppel | Holandia        | Team Jumbo-Visma      | + 18"      |
| 7. | Fabio Jakobsen   | Holandia        | Deceuninck-Quick Step | + 20"      |
| 8. | Ben Swift        | Wielka Brytania | Team Ineos            | + 22"      |
| 9. | Quentin Jauregui | Francja         | AG2R La Mondiale      | + 22"      |
| 10. | Matej Mohorič    | Słowenia        | Bahrain-Merida        | + 23"      |

### Etap 4
Z szacunku dla zmarłego dzień wcześniej Bjorga Lambrechta organizatorzy wyścigu wspólnie z sędziami i drużynami podjęli decyzję, że czwarty etap będzie zneutralizowany. Trasa została skrócona ze 173 do 133,7 km, a z dwóch zaplanowanych rund odbyła się jedna.

### Etap 5

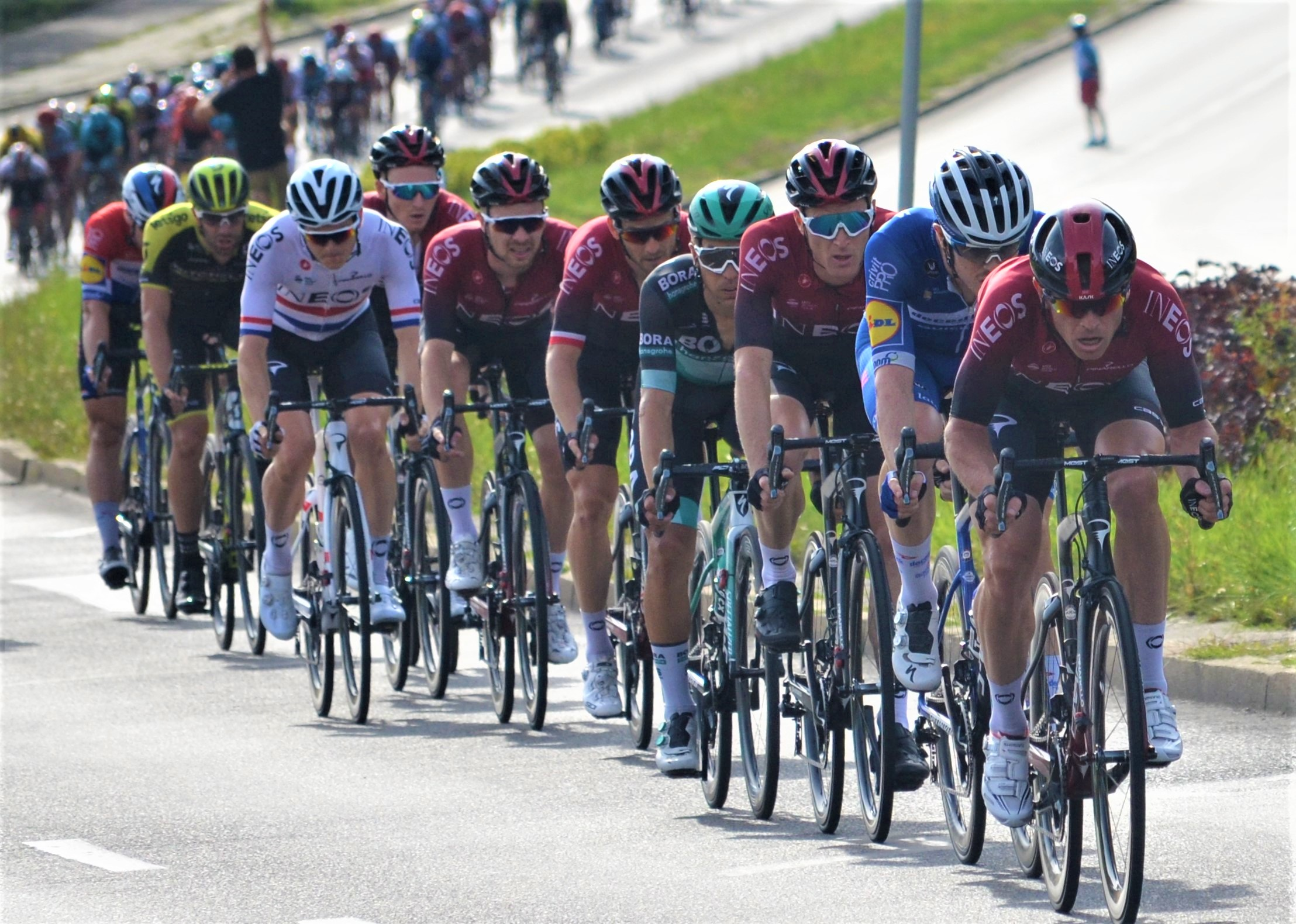
Peleton na trasie 5. etapu

| \| Klasyfikacja etapu \| Klasyfikacja etapu \| Klasyfikacja etapu \| Klasyfikacja etapu \| Klasyfikacja etapu \| \| Kolarz \| Kolarz \| Państwo \| Drużyna \| Czas \| \| ------------------ \| ------------------ \| ------------------ \| --------------------- \| ------------------ \| \| 1. \| Luka Mezgec \| Słowenia \| Mitchelton-Scott \| 3h 49' 55" \| \| 2. \| Eduard Prades \| Hiszpania \| Movistar Team \| + 0" \| \| 3. \| Ben Swift \| Wielka Brytania \| Team Ineos \| + 0" \| \| 4. \| Petr Vakoč \| Czechy \| Deceuninck-Quick Step \| + 0" \| \| 5. \| Pierre Latour \| Francja \| AG2R La Mondiale \| + 0" \| \| 6. \| Rafał Majka \| Polska \| Bora-Hansgrohe \| + 0" \| \| 7. \| Enrico Battaglin \| Włochy \| Katusha-Alpecin \| + 0" \| \| 8. \| Marc Sarreau \| Francja \| Groupama-FDJ \| + 0" \| \| 9. \| Chris Hamilton \| Australia \| Team Sunweb \| + 0" \| \| 10. \| Michael Gogl \| Austria \| Trek-Segafredo \| + 0" \| |                  |                 |                       |            |
| |                  |                 |                       |            |
| |                  |                 |                       |            |
| Klasyfikacja etapu |                  |                 |                       |            |
| Kolarz | Kolarz           | Państwo         | Drużyna               | Czas       |
| 1. | Luka Mezgec      | Słowenia        | Mitchelton-Scott      | 3h 49' 55" |
| 2. | Eduard Prades    | Hiszpania       | Movistar Team         | + 0"       |
| 3. | Ben Swift        | Wielka Brytania | Team Ineos            | + 0"       |
| 4. | Petr Vakoč       | Czechy          | Deceuninck-Quick Step | + 0"       |
| 5. | Pierre Latour    | Francja         | AG2R La Mondiale      | + 0"       |
| 6. | Rafał Majka      | Polska          | Bora-Hansgrohe        | + 0"       |
| 7. | Enrico Battaglin | Włochy          | Katusha-Alpecin       | + 0"       |
| 8. | Marc Sarreau     | Francja         | Groupama-FDJ          | + 0"       |
| 9. | Chris Hamilton   | Australia       | Team Sunweb           | + 0"       |
| 10. | Michael Gogl     | Austria         | Trek-Segafredo        | + 0"       |

| \| Klasyfikacja generalna \| Klasyfikacja generalna \| Klasyfikacja generalna \| Klasyfikacja generalna \| Klasyfikacja generalna \| \| Kolarz \| Kolarz \| Państwo \| Drużyna \| Czas \| \| ---------------------- \| ---------------------- \| ---------------------- \| ---------------------- \| ---------------------- \| \| 1. \| Pascal Ackermann \| Niemcy \| Bora-Hansgrohe \| 18h 06' 30" \| \| 2. \| Luka Mezgec \| Słowenia \| Mitchelton-Scott \| + 4" \| \| 3. \| Ben Swift \| Wielka Brytania \| Team Ineos \| + 16" \| \| 4. \| Eduard Prades \| Hiszpania \| Movistar Team \| + 18" \| \| 5. \| Matej Mohorič \| Słowenia \| Bahrain-Merida \| + 20" \| \| 6. \| Quentin Jauregui \| Francja \| AG2R La Mondiale \| + 22" \| \| 7. \| Pierre Latour \| Francja \| AG2R La Mondiale \| + 23" \| \| 8. \| Marc Sarreau \| Francja \| Groupama-FDJ \| + 24" \| \| 9. \| Clément Venturini \| Francja \| AG2R La Mondiale \| + 24" \| \| 10. \| Diego Ulissi \| Włochy \| UAE Team Emirates \| + 24" \| |                   |                 |                   |             |
| |                   |                 |                   |             |
| |                   |                 |                   |             |
| Klasyfikacja generalna |                   |                 |                   |             |
| Kolarz | Kolarz            | Państwo         | Drużyna           | Czas        |
| 1. | Pascal Ackermann  | Niemcy          | Bora-Hansgrohe    | 18h 06' 30" |
| 2. | Luka Mezgec       | Słowenia        | Mitchelton-Scott  | + 4"        |
| 3. | Ben Swift         | Wielka Brytania | Team Ineos        | + 16"       |
| 4. | Eduard Prades     | Hiszpania       | Movistar Team     | + 18"       |
| 5. | Matej Mohorič     | Słowenia        | Bahrain-Merida    | + 20"       |
| 6. | Quentin Jauregui  | Francja         | AG2R La Mondiale  | + 22"       |
| 7. | Pierre Latour     | Francja         | AG2R La Mondiale  | + 23"       |
| 8. | Marc Sarreau      | Francja         | Groupama-FDJ      | + 24"       |
| 9. | Clément Venturini | Francja         | AG2R La Mondiale  | + 24"       |
| 10. | Diego Ulissi      | Włochy          | UAE Team Emirates | + 24"       |

### Etap 6
| \| Klasyfikacja etapu \| Klasyfikacja etapu \| Klasyfikacja etapu \| Klasyfikacja etapu \| Klasyfikacja etapu \| \| Kolarz \| Kolarz \| Państwo \| Drużyna \| Czas \| \| ------------------ \| ------------------ \| ------------------ \| ------------------ \| ------------------ \| \| 1. \| Jonas Vingegaard \| Dania \| Team Jumbo-Visma \| 4h 07' 13" \| \| 2. \| Pawieł Siwakow \| Rosja \| Team Ineos \| + 0" \| \| 3. \| Jai Hindley \| Australia \| Team Sunweb \| + 0" \| \| 4. \| Sergio Higuita \| Kolumbia \| EF Education First \| + 8" \| \| 5. \| Rafał Majka \| Polska \| Bora-Hansgrohe \| + 10" \| \| 6. \| Pierre Latour \| Francja \| AG2R La Mondiale \| + 10" \| \| 7. \| Davide Formolo \| Włochy \| Bora-Hansgrohe \| + 10" \| \| 8. \| Tao Geoghegan Hart \| Wielka Brytania \| Team Ineos \| + 10" \| \| 9. \| Chris Hamilton \| Australia \| Team Sunweb \| + 10" \| \| 10. \| Diego Ulissi \| Włochy \| UAE Team Emirates \| + 10" \| |                    |                 |                    |            |
| |                    |                 |                    |            |
| |                    |                 |                    |            |
| Klasyfikacja etapu |                    |                 |                    |            |
| Kolarz | Kolarz             | Państwo         | Drużyna            | Czas       |
| 1. | Jonas Vingegaard   | Dania           | Team Jumbo-Visma   | 4h 07' 13" |
| 2. | Pawieł Siwakow     | Rosja           | Team Ineos         | + 0"       |
| 3. | Jai Hindley        | Australia       | Team Sunweb        | + 0"       |
| 4. | Sergio Higuita     | Kolumbia        | EF Education First | + 8"       |
| 5. | Rafał Majka        | Polska          | Bora-Hansgrohe     | + 10"      |
| 6. | Pierre Latour      | Francja         | AG2R La Mondiale   | + 10"      |
| 7. | Davide Formolo     | Włochy          | Bora-Hansgrohe     | + 10"      |
| 8. | Tao Geoghegan Hart | Wielka Brytania | Team Ineos         | + 10"      |
| 9. | Chris Hamilton     | Australia       | Team Sunweb        | + 10"      |
| 10. | Diego Ulissi       | Włochy          | UAE Team Emirates  | + 10"      |

| \| Klasyfikacja generalna \| Klasyfikacja generalna \| Klasyfikacja generalna \| Klasyfikacja generalna \| Klasyfikacja generalna \| \| Kolarz \| Kolarz \| Państwo \| Drużyna \| Czas \| \| ---------------------- \| ---------------------- \| ---------------------- \| ---------------------- \| ---------------------- \| \| 1. \| Jonas Vingegaard \| Dania \| Team Jumbo-Visma \| 22h 13' 57" \| \| 2. \| Pawieł Siwakow \| Rosja \| Team Ineos \| + 4" \| \| 3. \| Jai Hindley \| Australia \| Team Sunweb \| + 6" \| \| 4. \| Diego Ulissi \| Włochy \| UAE Team Emirates \| + 17" \| \| 5. \| Sergio Higuita \| Kolumbia \| EF Education First \| + 18" \| \| 6. \| Pierre Latour \| Francja \| AG2R La Mondiale \| + 19" \| \| 7. \| Davide Formolo \| Włochy \| Bora-Hansgrohe \| + 20" \| \| 8. \| Chris Hamilton \| Australia \| Team Sunweb \| + 20" \| \| 9. \| Rafał Majka \| Polska \| Bora-Hansgrohe \| + 20" \| \| 10. \| James Knox \| Wielka Brytania \| Deceuninck-Quick Step \| + 20" \| |                  |                 |                       |             |
| |                  |                 |                       |             |
| |                  |                 |                       |             |
| Klasyfikacja generalna |                  |                 |                       |             |
| Kolarz | Kolarz           | Państwo         | Drużyna               | Czas        |
| 1. | Jonas Vingegaard | Dania           | Team Jumbo-Visma      | 22h 13' 57" |
| 2. | Pawieł Siwakow   | Rosja           | Team Ineos            | + 4"        |
| 3. | Jai Hindley      | Australia       | Team Sunweb           | + 6"        |
| 4. | Diego Ulissi     | Włochy          | UAE Team Emirates     | + 17"       |
| 5. | Sergio Higuita   | Kolumbia        | EF Education First    | + 18"       |
| 6. | Pierre Latour    | Francja         | AG2R La Mondiale      | + 19"       |
| 7. | Davide Formolo   | Włochy          | Bora-Hansgrohe        | + 20"       |
| 8. | Chris Hamilton   | Australia       | Team Sunweb           | + 20"       |
| 9. | Rafał Majka      | Polska          | Bora-Hansgrohe        | + 20"       |
| 10. | James Knox       | Wielka Brytania | Deceuninck-Quick Step | + 20"       |

### Etap 7
| \| Klasyfikacja etapu \| Klasyfikacja etapu \| Klasyfikacja etapu \| Klasyfikacja etapu \| Klasyfikacja etapu \| \| Kolarz \| Kolarz \| Państwo \| Drużyna \| Czas \| \| ------------------ \| ------------------ \| ------------------ \| ------------------ \| ------------------ \| \| 1. \| Matej Mohorič \| Słowenia \| Bahrain-Merida \| 4h 04' 42" \| \| 2. \| Neilson Powless \| Stany Zjednoczone \| Team Jumbo-Visma \| + 55" \| \| 3. \| Gianluca Brambilla \| Włochy \| Trek-Segafredo \| + 1' 07" \| \| 4. \| Tsgabu Grmay \| Etiopia \| Mitchelton-Scott \| + 1' 19" \| \| 5. \| Paweł Poljański \| Polska \| Bora-Hansgrohe \| + 1' 32" \| \| 6. \| Daniel Navarro \| Hiszpania \| Katusha-Alpecin \| + 1' 57" \| \| 7. \| Kilian Frankiny \| Szwajcaria \| Groupama-FDJ \| + 1' 57" \| \| 8. \| Pierre Latour \| Francja \| AG2R La Mondiale \| + 2' 15" \| \| 9. \| Sergio Higuita \| Kolumbia \| EF Education First \| + 2' 15" \| \| 10. \| Diego Ulissi \| Włochy \| UAE Team Emirates \| + 2' 15" \| |                    |                   |                    |            |
| |                    |                   |                    |            |
| |                    |                   |                    |            |
| Klasyfikacja etapu |                    |                   |                    |            |
| Kolarz | Kolarz             | Państwo           | Drużyna            | Czas       |
| 1. | Matej Mohorič      | Słowenia          | Bahrain-Merida     | 4h 04' 42" |
| 2. | Neilson Powless    | Stany Zjednoczone | Team Jumbo-Visma   | + 55"      |
| 3. | Gianluca Brambilla | Włochy            | Trek-Segafredo     | + 1' 07"   |
| 4. | Tsgabu Grmay       | Etiopia           | Mitchelton-Scott   | + 1' 19"   |
| 5. | Paweł Poljański    | Polska            | Bora-Hansgrohe     | + 1' 32"   |
| 6. | Daniel Navarro     | Hiszpania         | Katusha-Alpecin    | + 1' 57"   |
| 7. | Kilian Frankiny    | Szwajcaria        | Groupama-FDJ       | + 1' 57"   |
| 8. | Pierre Latour      | Francja           | AG2R La Mondiale   | + 2' 15"   |
| 9. | Sergio Higuita     | Kolumbia          | EF Education First | + 2' 15"   |
| 10. | Diego Ulissi       | Włochy            | UAE Team Emirates  | + 2' 15"   |

## Klasyfikacje
Podczas Tour de Pologne 2019 prowadzone są następujące klasyfikacje:
- Klasyfikacja generalna (koszulka żółta) – klasyfikacja, w której sumuje się czasy kolarza na wszystkich etapach. Do klasyfikacji wliczają się również bonifikaty czasowe za trzy pierwsze miejsca w poszczególnych etapach (kolejno: 10, 6 i 4 sekundy) i na lotnych premiach (kolejno: 3, 2 i 1 sekunda). W przypadku uzyskania przez zawodników równych czasów decydująca jest suma miejsc zajmowanych na etapach, a jeśli i ta jest równa, decyduje kolejność na ostatnim etapie. Zwycięzca tej klasyfikacji zostaje jednocześnie zwycięzcą całego wyścigu. Sponsorem klasyfikacji jest Carrefour.
- Klasyfikacja sprinterska (koszulka biała) – klasyfikacja, w której o kolejności zawodników decyduje suma punktów uzyskanych za czołowe miejsca na etapach. Punkty otrzymuje 20 pierwszych zawodników na mecie (zwycięzca etapu otrzymuje 20 punktów, drugi zawodnik 19 punktów itd.) Sponsorem klasyfikacji jest Lotos.
- Klasyfikacja górska (koszulka w kolorze magenta) – klasyfikacja, w której o kolejności zawodników decyduje suma punktów uzyskanych na premiach górskich. Premie są podzielone na cztery kategorie, według trudności podjazdów. Na premiach I kategorii pierwszych pięciu zawodników otrzymuje kolejno 10, 7, 5, 3 i 2 punkty; na premiach II kategorii pierwszych czterech zawodników otrzymuje kolejno 5, 3, 2 i 1 punkt; na premiach III kategorii trzech pierwszych zawodników otrzymuje kolejno 3, 2 i 1 punkt; na premiach IV kategorii zwycięzca otrzymuje 1 punkt. Ponadto na premii im. Joachima Halupczoka znajdującej się na 7. etapie można zdobyć odpowiednio 20, 14, 10, 6 i 4 punkty. Sponsorem klasyfikacji jest Tauron Polska Energia.
- Klasyfikacja najaktywniejszych (koszulka niebieska) – klasyfikacja, w której o kolejności zawodników decyduje suma punktów uzyskanych na premiach lotnych. Na każdej premii lotnej przyznaje się 3 punkty dla zwycięzcy, 2 punkty dla drugiego kolarza i 1 dla trzeciego. Sponsorem klasyfikacji jest Lotto.

Liderzy poszczególnych klasyfikacji są dekorowani po zakończeniu każdego etapu. Na kolejnym etapie są oni zobowiązani jechać w odpowiedniej koszulce. Jeśli ten sam zawodnik jest liderem więcej niż jednej klasyfikacji, zakłada on koszulkę ważniejszej z nich (według kolejności z powyższej listy), a drugą koszulkę zakłada kolejny kolarz z tej drugiej klasyfikacji.
Prowadzona jest także klasyfikacja drużynowa, w której sumuje się wyniki trzech najlepszych kolarzy z danej ekipy na poszczególnych etapach. Po każdym etapie dekorowany jest również najwyżej sklasyfikowany w klasyfikacji generalnej reprezentant Polski.

### Klasyfikacje końcowe

#### Klasyfikacja generalna
| \| Klasyfikacja generalna \| Klasyfikacja generalna \| Klasyfikacja generalna \| Klasyfikacja generalna \| Klasyfikacja generalna \| \| Kolarz \| Kolarz \| Państwo \| Drużyna \| Czas \| \| ---------------------- \| ---------------------- \| ---------------------- \| ---------------------- \| ---------------------- \| \| 1. \| Pawieł Siwakow \| Rosja \| Team Ineos \| 26h 20' 58" \| \| 2. \| Jai Hindley \| Australia \| Team Sunweb \| + 2" \| \| 3. \| Diego Ulissi \| Włochy \| UAE Team Emirates \| + 12" \| \| 4. \| Sergio Higuita \| Kolumbia \| EF Education First \| + 14" \| \| 5. \| Tao Geoghegan Hart \| Wielka Brytania \| Team Ineos \| + 14" \| \| 6. \| Pierre Latour \| Francja \| AG2R La Mondiale \| + 15" \| \| 7. \| Davide Formolo \| Włochy \| Bora-Hansgrohe \| + 16" \| \| 8. \| Chris Hamilton \| Australia \| Team Sunweb \| + 16" \| \| 9. \| Rafał Majka \| Polska \| Bora-Hansgrohe \| + 16" \| \| 10. \| James Knox \| Wielka Brytania \| Deceuninck-Quick Step \| + 16" \| |                    |                 |                       |             |
| |                    |                 |                       |             |
| Źródło: ProCyclingStats |                    |                 |                       |             |
| Klasyfikacja generalna |                    |                 |                       |             |
| Kolarz | Kolarz             | Państwo         | Drużyna               | Czas        |
| 1. | Pawieł Siwakow     | Rosja           | Team Ineos            | 26h 20' 58" |
| 2. | Jai Hindley        | Australia       | Team Sunweb           | + 2"        |
| 3. | Diego Ulissi       | Włochy          | UAE Team Emirates     | + 12"       |
| 4. | Sergio Higuita     | Kolumbia        | EF Education First    | + 14"       |
| 5. | Tao Geoghegan Hart | Wielka Brytania | Team Ineos            | + 14"       |
| 6. | Pierre Latour      | Francja         | AG2R La Mondiale      | + 15"       |
| 7. | Davide Formolo     | Włochy          | Bora-Hansgrohe        | + 16"       |
| 8. | Chris Hamilton     | Australia       | Team Sunweb           | + 16"       |
| 9. | Rafał Majka        | Polska          | Bora-Hansgrohe        | + 16"       |
| 10. | James Knox         | Wielka Brytania | Deceuninck-Quick Step | + 16"       |

| Klasyfikacja sprinterska | Klasyfikacja sprinterska | Klasyfikacja sprinterska | Klasyfikacja sprinterska | Klasyfikacja sprinterska |
| Kolarz                   | Kolarz                   | Państwo                  | Drużyna                  | Punkty                   |
| ------------------------ | ------------------------ | ------------------------ | ------------------------ | ------------------------ |
| 1.                       | Marc Sarreau             | Francja                  | Groupama-FDJ             | 53 pkt                   |
| 2.                       | Fernando Gaviria         | Kolumbia                 | UAE Team Emirates        | 50 pkt                   |
| 3.                       | Pierre Latour            | Francja                  | AG2R La Mondiale         | 44 pkt                   |
| 4.                       | Matej Mohorič            | Słowenia                 | Bahrain-Merida           | 43 pkt                   |
| 5.                       | John Degenkolb           | Niemcy                   | Trek-Segafredo           | 39 pkt                   |
| 6.                       | Rafał Majka              | Polska                   | Bora-Hansgrohe           | 38 pkt                   |
| 7.                       | Diego Ulissi             | Włochy                   | UAE Team Emirates        | 36 pkt                   |
| 8.                       | Clément Venturini        | Francja                  | AG2R La Mondiale         | 34 pkt                   |
| 9.                       | Davide Formolo           | Włochy                   | Bora-Hansgrohe           | 32 pkt                   |
| 10.                      | Sergio Higuita           | Kolumbia                 | EF Education First       | 29 pkt                   |

| Klasyfikacja sprinterska | Klasyfikacja sprinterska | Klasyfikacja sprinterska | Klasyfikacja sprinterska | Klasyfikacja sprinterska |
| Kolarz                   | Kolarz                   | Państwo                  | Drużyna                  | Punkty                   |
| ------------------------ | ------------------------ | ------------------------ | ------------------------ | ------------------------ |
| 1.                       | Marc Sarreau             | Francja                  | Groupama-FDJ             | 53 pkt                   |
| 2.                       | Fernando Gaviria         | Kolumbia                 | UAE Team Emirates        | 50 pkt                   |
| 3.                       | Pierre Latour            | Francja                  | AG2R La Mondiale         | 44 pkt                   |
| 4.                       | Matej Mohorič            | Słowenia                 | Bahrain-Merida           | 43 pkt                   |
| 5.                       | John Degenkolb           | Niemcy                   | Trek-Segafredo           | 39 pkt                   |
| 6.                       | Rafał Majka              | Polska                   | Bora-Hansgrohe           | 38 pkt                   |
| 7.                       | Diego Ulissi             | Włochy                   | UAE Team Emirates        | 36 pkt                   |
| 8.                       | Clément Venturini        | Francja                  | AG2R La Mondiale         | 34 pkt                   |
| 9.                       | Davide Formolo           | Włochy                   | Bora-Hansgrohe           | 32 pkt                   |
| 10.                      | Sergio Higuita           | Kolumbia                 | EF Education First       | 29 pkt                   |

| Klasyfikacja górska | Klasyfikacja górska | Klasyfikacja górska | Klasyfikacja górska | Klasyfikacja górska |
| Kolarz              | Kolarz              | Państwo             | Drużyna             | Punkty              |
| ------------------- | ------------------- | ------------------- | ------------------- | ------------------- |
| 1.                  | Simon Geschke       | Niemcy              | CCC Team            | 60 pkt              |
| 2.                  | Tomasz Marczyński   | Polska              | Lotto-Soudal        | 57 pkt              |
| 3.                  | Matej Mohorič       | Słowenia            | Bahrain-Merida      | 35 pkt              |
| 4.                  | Carl Fredrik Hagen  | Norwegia            | Lotto-Soudal        | 31 pkt              |
| 5.                  | Geoffrey Bouchard   | Francja             | AG2R La Mondiale    | 22 pkt              |
| 6.                  | Merhawi Kudus       | Erytrea             | Astana              | 14 pkt              |
| 7.                  | Jonas Vingegaard    | Dania               | Team Jumbo-Visma    | 14 pkt              |
| 8.                  | Davide Formolo      | Włochy              | Bora-Hansgrohe      | 12 pkt              |
| 9.                  | Jai Hindley         | Australia           | Team Sunweb         | 10 pkt              |
| 10.                 | Matteo Fabbro       | Włochy              | Katusha-Alpecin     | 10 pkt              |

| Klasyfikacja górska | Klasyfikacja górska | Klasyfikacja górska | Klasyfikacja górska | Klasyfikacja górska |
| Kolarz              | Kolarz              | Państwo             | Drużyna             | Punkty              |
| ------------------- | ------------------- | ------------------- | ------------------- | ------------------- |
| 1.                  | Simon Geschke       | Niemcy              | CCC Team            | 60 pkt              |
| 2.                  | Tomasz Marczyński   | Polska              | Lotto-Soudal        | 57 pkt              |
| 3.                  | Matej Mohorič       | Słowenia            | Bahrain-Merida      | 35 pkt              |
| 4.                  | Carl Fredrik Hagen  | Norwegia            | Lotto-Soudal        | 31 pkt              |
| 5.                  | Geoffrey Bouchard   | Francja             | AG2R La Mondiale    | 22 pkt              |
| 6.                  | Merhawi Kudus       | Erytrea             | Astana              | 14 pkt              |
| 7.                  | Jonas Vingegaard    | Dania               | Team Jumbo-Visma    | 14 pkt              |
| 8.                  | Davide Formolo      | Włochy              | Bora-Hansgrohe      | 12 pkt              |
| 9.                  | Jai Hindley         | Australia           | Team Sunweb         | 10 pkt              |
| 10.                 | Matteo Fabbro       | Włochy              | Katusha-Alpecin     | 10 pkt              |

| Klasyfikacja najaktywniejszych | Klasyfikacja najaktywniejszych | Klasyfikacja najaktywniejszych | Klasyfikacja najaktywniejszych | Klasyfikacja najaktywniejszych |
| Kolarz                         | Kolarz                         | Państwo                        | Drużyna                        | Punkty                         |
| ------------------------------ | ------------------------------ | ------------------------------ | ------------------------------ | ------------------------------ |
| 1.                             | Charles Planet                 | Francja                        | Team Novo Nordisk              | 19 pkt                         |
| 2.                             | Matej Mohorič                  | Słowenia                       | Bahrain-Merida                 | 15 pkt                         |
| 3.                             | Petr Vakoč                     | Czechy                         | Deceuninck-Quick Step          | 7 pkt                          |
| 4.                             | Diego Ulissi                   | Włochy                         | UAE Team Emirates              | 4 pkt                          |
| 5.                             | Carl Fredrik Hagen             | Norwegia                       | Lotto-Soudal                   | 4 pkt                          |
| 6.                             | Ben Swift                      | Wielka Brytania                | Team Ineos                     | 4 pkt                          |
| 7.                             | Geoffrey Bouchard              | Francja                        | AG2R La Mondiale               | 4 pkt                          |
| 8.                             | Tao Geoghegan Hart             | Wielka Brytania                | Team Ineos                     | 2 pkt                          |
| 9.                             | Szymon Rekita                  | Polska                         | Polska                         | 2 pkt                          |
| 10.                            | Quentin Jauregui               | Francja                        | AG2R La Mondiale               | 2 pkt                          |

| Klasyfikacja najaktywniejszych | Klasyfikacja najaktywniejszych | Klasyfikacja najaktywniejszych | Klasyfikacja najaktywniejszych | Klasyfikacja najaktywniejszych |
| Kolarz                         | Kolarz                         | Państwo                        | Drużyna                        | Punkty                         |
| ------------------------------ | ------------------------------ | ------------------------------ | ------------------------------ | ------------------------------ |
| 1.                             | Charles Planet                 | Francja                        | Team Novo Nordisk              | 19 pkt                         |
| 2.                             | Matej Mohorič                  | Słowenia                       | Bahrain-Merida                 | 15 pkt                         |
| 3.                             | Petr Vakoč                     | Czechy                         | Deceuninck-Quick Step          | 7 pkt                          |
| 4.                             | Diego Ulissi                   | Włochy                         | UAE Team Emirates              | 4 pkt                          |
| 5.                             | Carl Fredrik Hagen             | Norwegia                       | Lotto-Soudal                   | 4 pkt                          |
| 6.                             | Ben Swift                      | Wielka Brytania                | Team Ineos                     | 4 pkt                          |
| 7.                             | Geoffrey Bouchard              | Francja                        | AG2R La Mondiale               | 4 pkt                          |
| 8.                             | Tao Geoghegan Hart             | Wielka Brytania                | Team Ineos                     | 2 pkt                          |
| 9.                             | Szymon Rekita                  | Polska                         | Polska                         | 2 pkt                          |
| 10.                            | Quentin Jauregui               | Francja                        | AG2R La Mondiale               | 2 pkt                          |

| Klasyfikacja drużynowa | Klasyfikacja drużynowa | Klasyfikacja drużynowa       | Klasyfikacja drużynowa |
| Drużyna                | Drużyna                | Państwo                      | Czas                   |
| ---------------------- | ---------------------- | ---------------------------- | ---------------------- |
| 1.                     | Ineos                  | Wielka Brytania              | 79h 07' 11"            |
| 2.                     | Team Sunweb            | Niemcy                       | + 11"                  |
| 3.                     | Mitchelton-Scott       | Australia                    | + 4' 09"               |
| 4.                     | Team Jumbo-Visma       | Holandia                     | + 10' 59"              |
| 5.                     | Bora-hansgrohe         | Niemcy                       | + 11' 10"              |
| 6.                     | EF Education First     | Stany Zjednoczone            | + 17' 16"              |
| 7.                     | Astana                 | Kazachstan                   | + 18' 24"              |
| 8.                     | AG2R La Mondiale       | Francja                      | + 26' 28"              |
| 9.                     | Bahrain-Merida         | Bahrajn                      | + 26' 57"              |
| 10.                    | UAE Team Emirates      | Zjednoczone Emiraty Arabskie | + 30' 03"              |

| Klasyfikacja drużynowa | Klasyfikacja drużynowa | Klasyfikacja drużynowa       | Klasyfikacja drużynowa |
| Drużyna                | Drużyna                | Państwo                      | Czas                   |
| ---------------------- | ---------------------- | ---------------------------- | ---------------------- |
| 1.                     | Ineos                  | Wielka Brytania              | 79h 07' 11"            |
| 2.                     | Team Sunweb            | Niemcy                       | + 11"                  |
| 3.                     | Mitchelton-Scott       | Australia                    | + 4' 09"               |
| 4.                     | Team Jumbo-Visma       | Holandia                     | + 10' 59"              |
| 5.                     | Bora-hansgrohe         | Niemcy                       | + 11' 10"              |
| 6.                     | EF Education First     | Stany Zjednoczone            | + 17' 16"              |
| 7.                     | Astana                 | Kazachstan                   | + 18' 24"              |
| 8.                     | AG2R La Mondiale       | Francja                      | + 26' 28"              |
| 9.                     | Bahrain-Merida         | Bahrajn                      | + 26' 57"              |
| 10.                    | UAE Team Emirates      | Zjednoczone Emiraty Arabskie | + 30' 03"              |

### Liderzy klasyfikacji po etapach
Poniższa tabela przedstawia liderów każdej klasyfikacji po każdym etapie.
| Etap                 | Zwycięzca etapu      | Klasyfikacja generalna · | Klasyfikacja górska ·    | Klasyfikacja sprinterska · | Klasyfikacja najaktywniejszych · | Klasyfikacja drużynowa · | Najwyżej sklasyfikowany Polak |
| -------------------- | -------------------- | ------------------------ | ------------------------ | -------------------------- | -------------------------------- | ------------------------ | ----------------------------- |
| 1                    | Pascal Ackermann     | Pascal Ackermann         | Charles Planet           | Pascal Ackermann           | Jakub Kaczmarek                  | UAE Team Emirates        | Jakub Kaczmarek               |
| 2                    | Luka Mezgec          | Pascal Ackermann         | Charles Planet           | Pascal Ackermann           | Charles Planet                   | Bora-Hansgrohe           | Paweł Franczak                |
| 3                    | Pascal Ackermann     | Pascal Ackermann         | Charles Planet           | Pascal Ackermann           | Charles Planet                   | Bora-Hansgrohe           | Paweł Franczak                |
| 4                    | –                    | Pascal Ackermann         | Charles Planet           | Pascal Ackermann           | Charles Planet                   | Bora-Hansgrohe           | Paweł Franczak                |
| 5                    | Luka Mezgec          | Pascal Ackermann         | Rodrigo Contreras Pinzon | Pascal Ackermann           | Charles Planet                   | Bora-Hansgrohe           | Rafał Majka                   |
| 6                    | Jonas Vingegaard     | Jonas Vingegaard         | Tomasz Marczyński        | Marc Sarreau               | Charles Planet                   | Team Ineos               | Rafał Majka                   |
| 7                    | Matej Mohorič        | Pavel Sivakov            | Simon Geschke            | Marc Sarreau               | Charles Planet                   | Team Ineos               | Rafał Majka                   |
| Klasyfikacja końcowa | Klasyfikacja końcowa | Pavel Sivakov            | Simon Geschke            | Marc Sarreau               | Charles Planet                   | Team Ineos               | Rafał Majka                   |

## Nagrody
|                                | Miejsce   | Miejsce | Miejsce | Miejsce | Miejsce | Miejsce | Miejsce | Miejsce |
| 1                              | 2         | 3       | 4       | 5       | 6-7     | 8-9     | 10-20   |         |
| ------------------------------ | --------- | ------- | ------- | ------- | ------- | ------- | ------- | ------- |
| Klasyfikacja generalna         | 14 000 €  | 7 000 € | 3 500 € | 1 750 € | 1 400 € | 1 050 € | 700 €   | 350 €   |
| Etap                           | 4 000 €   | 2 000 € | 1 000 € | 500 €   | 400 €   | 300 €   | 200 €   | 100 €   |
| Premia lotna                   | 600 zł    | 400 zł  | 200 zł  |         |         |         |         |         |
| Klasyfikacja sprinterska       | 24 693 zł |         |         |         |         |         |         |         |
| Klasyfikacja górska            | 20 000 zł |         |         |         |         |         |         |         |
| Klasyfikacja najaktywniejszych | 20 000 zł |         |         |         |         |         |         |         |
| Klasyfikacja drużynowa         | 16 000 zł |         |         |         |         |         |         |         |
| Najlepszy Polak                | 34 693 zł |         |         |         |         |         |         |         |
| Premia specjalna               | 3 000 zł  |         |         |         |         |         |         |         |

## Śmierć Bjorga Lambrechta
Podczas trzeciego etapu wyścigu, w miejscowości Bełk 48 km po starcie, w deszczowych warunkach wypadkowi uległ 22-letni belgijski kolarz Bjorg Lambrecht. Wypadł on z trasy i uderzył w betonowy przepust. Kolarz na miejscu wypadku został reanimowany przez lekarza wyścigu, co pozwoliło przywrócić funkcje życiowe, po czym został przewieziony do szpitala w Rybniku, gdzie zmarł podczas operacji.
Po etapie nie odbyła się ceremonia wręczenia nagród dla zwycięzcy etapu oraz liderów poszczególnych klasyfikacji. Kolejny etap został całkowicie zneutralizowany: nie było premii, wyników i nie nastąpiły zmiany w klasyfikacjach. Kolarze uczcili pamięć Belga minutą ciszy na starcie,  po przejechaniu 48 km oraz na mecie, na którą jako pierwsi wjechali zawodnicy Lotto Soudal.